# 细子灯心草
细子灯心草（学名：Juncus leptospermus）是灯心草科灯心草属的植物。分布在印度以及中国大陆的贵州、黑龙江、广西、陕西、云南等地，生长于海拔1,450米至2,800米的地区，常生于塘边潮湿地，目前尚未由人工引种栽培。